# La Laigne
La Laigne és un municipi francès situat al departament del Charente Marítim i a la regió de la Nova Aquitània. L'any 2007 tenia 265 habitants.

## Demografia

### Població
El 2007 la població de fet de La Laigne era de 265 persones. Hi havia 108 famílies de les quals 36 eren unipersonals (16 homes vivint sols i 20 dones vivint soles), 40 parelles sense fills, 24 parelles amb fills i 8 famílies monoparentals amb fills.
La població ha evolucionat segons el següent gràfic:
Habitants censats

### Habitatges
El 2007 hi havia 142 habitatges, 115 eren l'habitatge principal de la família, 11 eren segones residències i 16 estaven desocupats. 139 eren cases i 3 eren apartaments. Dels 115 habitatges principals, 94 estaven ocupats pels seus propietaris, 20 estaven llogats i ocupats pels llogaters i 1 estava cedit a títol gratuït; 4 tenien dues cambres, 16 en tenien tres, 31 en tenien quatre i 64 en tenien cinc o més. 91 habitatges disposaven pel capbaix d'una plaça de pàrquing. A 48 habitatges hi havia un automòbil i a 50 n'hi havia dos o més.

### Piràmide de població
La piràmide de població per edats i sexe el 2009 era:
| Homes | Edats   | Dones |
| ----- | ------- | ----- |
| 0     | 95 o +  | 0     |
| 4     | 90 a 94 | 8     |
| 0     | 85 a 89 | 8     |
| 8     | 80 a 84 | 8     |
| 4     | 75 a 79 | 12    |
| 16    | 70 a 74 | 16    |
| 12    | 65 a 69 | 4     |
| 4     | 60 a 64 | 0     |
| 4     | 55 a 59 | 4     |
| 4     | 50 a 54 | 4     |
| 8     | 45 a 49 | 8     |
| 8     | 40 a 44 | 4     |
| 12    | 35 a 39 | 8     |
| 12    | 30 a 34 | 20    |
| 0     | 25 a 29 | 0     |
| 4     | 20 a 24 | 4     |
| 8     | 15 a 19 | 4     |
| 4     | 10 a 14 | 8     |
| 16    | 5 a 9   | 4     |
| 0     | 0 a 4   | 8     |

## Economia
El 2007 la població en edat de treballar era de 147 persones, 112 eren actives i 35 eren inactives. De les 112 persones actives 97 estaven ocupades (49 homes i 48 dones) i 15 estaven aturades (8 homes i 7 dones). De les 35 persones inactives 16 estaven jubilades, 11 estaven estudiant i 8 estaven classificades com a «altres inactius».

### Ingressos
El 2009 a La Laigne hi havia 143 unitats fiscals que integraven 348 persones, la mediana anual d'ingressos fiscals per persona era de 17.283 €.

### Activitats econòmiques
Dels 14 establiments que hi havia el 2007, 1 era d'una empresa alimentària, 1 d'una empresa de fabricació d'altres productes industrials, 2 d'empreses de construcció, 3 d'empreses de comerç i reparació d'automòbils, 2 d'empreses d'hostatgeria i restauració, 3 d'empreses immobiliàries i 2 d'empreses de serveis.
Dels 5 establiments de servei als particulars que hi havia el 2009, 1 era un taller de reparació d'automòbils i de material agrícola, 1 guixaire pintor, 1 electricista i 2 restaurants.
L'únic establiment comercial que hi havia el 2009 era una fleca.

## Equipaments sanitaris i escolars
El 2009 hi havia una escola elemental integrada dins d'un grup escolar amb les comunes properes formant una escola dispersa.

## Poblacions més properes
El següent diagrama mostra les poblacions més properes.